# Cho Chan-ho
Cho Chan-ho (조찬호?, 趙澯鎬?; 10 aprile 1986) è un ex calciatore sudcoreano, di ruolo attaccante.